# Królewice, tỉnh Zachodniopomorskie
Królewice [krulɛˈvit͡sɛ] là một ngôi làng trước đây thuộc khu hành chính của Gmina Postomino, thuộc hạt Sławno, West Pomeranian Voivodeship, ở phía tây bắc Ba Lan. Nó nằm khoảng 7 kilômét (4 mi) phía tây bắc Postomino, 21 km (13 mi) phía bắc Sławno và 185 km (115 mi) về phía đông bắc của thủ đô khu vực Szczecin.
Trước năm 1945, khu vực này là một phần của Đức. Đối với lịch sử của khu vực, xem Lịch sử của Pomerania.